# Lithiumberyllium
Lithiumberyllium is een hypothetische  metaalverbinding van lithium en beryllium die in verschillende samenstellingen zou kunnen voorkomen. 
Deze mogelijke samenstellingen zijn LiBe, LiBe2, Li2Be, LiBe3, Li3Be, Li2Be3, Li3Be2, LiBe4 en Li4Be.
Een aantal rekenmodellen geven aan dat sommige van deze samenstellingen supergeleidend kunnen zijn onder zeer hoge druk en bij lage temperaturen.

## In sciencefiction
In 1962 werd lithiumberyllium al gebruikt als materiaal voor de romp van een zonnezeilschip in het verhaal Zeil 25 van Jack Vance.